# Tour Saint-Gobain
Tour Saint-Gobain  är en skyskrapa i La Défense i Paris storstadsområde i Frankrike.
Det är värd för huvudkontoret för det franska företaget Saint-Gobain. Den mäter 177,95 meter från marken.
Den första stenen låg den 19 april 2017 av Pierre-André de Chalendar, ordförande och VD för Saint-Gobain, Gabriele Galateri di Genola, ordförande för Assicurazioni Generali, och Xavier Huillard, styrelseordförande och VD för Vinci.